# Aéroport de Dole-Jura
L'aéroport de Dole-Jura (code IATA : DLE • code OACI : LFGJ), anciennement dénommé aéroport de Dole-Tavaux (jusqu'en 2010), est un aéroport international français situé sur les communes de Tavaux et de Gevry, dans le département du Jura, à 7 km au sud-ouest de Dole, à 43 km au sud-est de Dijon et à 50 km au sud-ouest de Besançon.
Ouvert au trafic civil depuis 1970, il est la principale installation aéroportuaire de Bourgogne-Franche-Comté. Il a accueilli 102 354 passagers en 2024. Sa gestion est assurée par la société Edeis.

## Situation géographique
L'aéroport de Dole-Jura est situé à cheval sur les communes de Tavaux et de Gevry, à 7 km au sud-ouest de Dole, à 43 km au sud-est de Dijon et à 50 km au sud-ouest de Besançon. Il est situé dans la basse vallée du Doubs, rivière qui borde l'est de l'aéroport (entre 200 m et 1,5 km). Cette situation le place à l'ouest de la Franche-Comté et au nord-ouest du département du Jura. Son altitude varie entre 194 et 196 m.

## Histoire
Très proche de la Côte-d'Or, l'aérodrome de Tavaux n'est conçu au départ que pour servir de base d'appui à la base aérienne de Longvic près de Dijon.
Durant la Seconde Guerre mondiale, l'aérodrome est transformé en une véritable base aérienne par l'occupant allemand.
Après la libération, il est utilisé par les Alliés.
Avec l'entrée de la France dans l'OTAN, l'aérodrome est aménagé en conséquence (par exemple, dépôts de carburant souterrains). C'est de cette période que datent les alvéoles de stationnement destinées aux chasseurs à réaction.
Après la sortie de la France du commandement intégré de l'OTAN, s'ensuit une faible activité de l'aérodrome, principalement liée à l'aéroclub de Franche-Comté installé sur le site.
En 1970, est inaugurée l'aérogare pour passagers ainsi qu'une tour de contrôle. En effet, la direction de l'aéroport revient alors à la CCI du Jura ainsi qu'au conseil général du Doubs par concession de l'État. Une première liaison aérienne Paris-Dole-Chambéry est mise en œuvre par la compagnie Air Alpes, ainsi qu'une liaison estivale vers les Baléares avec les nouvelles Caravelle[réf. nécessaire]. Mais le choc pétrolier de 1973 bloque toutes les initiatives prises en faveur de l'aéroport. Celui-ci est alors géré tant bien que mal sans grandes perspectives d'avenir jusqu'en 2009.
Entre 1970 et 1980 se multiplient les entraînements aériens par différentes compagnies aériennes[réf. nécessaire]. Celles-ci entraînaient principalement leurs pilotes pour le pilotage des Caravelle. Ces compagnies étaient notamment Air France, Corse Air, ou Transeuropa. Des entraînements militaires avaient aussi fréquemment lieu, tant par la France que la Suisse. De plus, un grand nombre de charters décollèrent de Dole-Tavaux dans les années 1980, avec des départs pour le Maghreb, les Canaries, l'Italie et quelques pays de l'Est comme la Bulgarie, la Hongrie, la Roumanie ou la Russie. Ces dernières destinations étaient assurées par les compagnies nationales de ces pays et par conséquent avec des appareils Tupolev Tu134 et Tu154 ainsi que des Illiouchine Il18 pour Tarom (la compagnie nationale roumaine). Quelques vols à destination de la Norvège et autres pays nordiques ont aussi eu lieu.
Le 21 juin 1998, le Concorde s'est posé à Tavaux. Il s'agissait du vol AF 4634, qui repartait ensuite vers Paris. Cet évènement exceptionnel déplaça alors les foules,.
En 2011, la compagnie AIR' Mana ouvre une base à Dole.
En 2012, la compagnie aérienne slovaque Danube Wings ouvre sa première base française à l’aéroport, d’où elle assurera des liaisons avec Nice, Bastia, Londres et Gérone.
En 2013, Danube Wings fait faillite et ferme sa base sur l'aéroport français de Dole. La liaison entre Dole et Nice sera assurée par la compagnie aérienne SkyTaxi sous la marque IGavion.
En 2016, AIR' Mana ferme sa base à Dole, à la suite de sa liquidation judiciaire. En avril 2016, la compagnie aérienne SkyTaxi, opérant sous la marque commerciale IGavion, décide de mettre fin aux trois liaisons assurées à l’aéroport, vers Bordeaux, Nice et Toulouse.
L'aéroport a connu une croissance de son trafic entre 2012 et 2017, celui-ci passant de 33 000 passagers à plus de 100 000. Cette croissance ne lui permet cependant toujours pas d’atteindre l’équilibre financier.
Le 28 juin 2023, une nouvelle aérogare a été inaugurée à l'aéroport de Dole-Jura, marquant une avancée majeure dans la modernisation de ses infrastructures. Ce projet, élaboré sur plusieurs années, vise à améliorer l'accueil et le confort des passagers tout en augmentant la capacité d'accueil de l'aéroport. La nouvelle aérogare est équipée d'espaces d'attente modernes, de services adaptés aux besoins des voyageurs, et d'installations permettant de gérer un flux accru de passagers, avec une capacité cible de 200 000 passagers par an. 

Images de l'évolution du logo
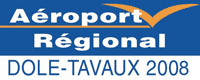
Logo en 2008
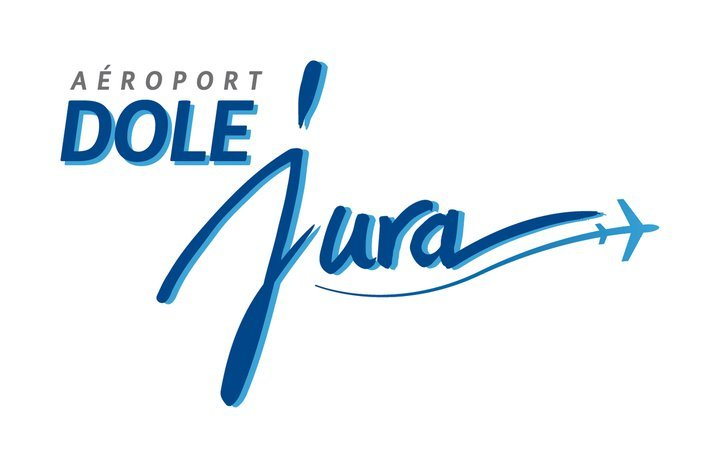
Logo de 2009 à 2012
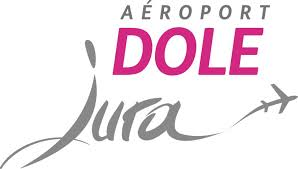
Logo de 2012 à 2020
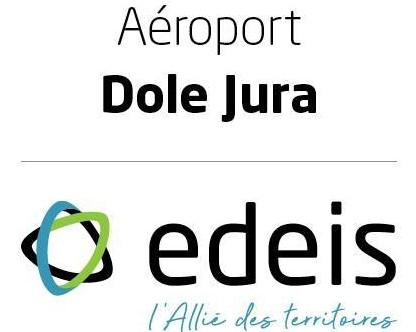
Logo actuel utilisé depuis 2020

## Organisation et activités
Il est ouvert au trafic national et international commercial régulier ou non, aux avions privés, à la formation des pilotes, aux évacuations sanitaires, aux IFR et aux VFR.
L'aéroport est la propriété du Conseil départemental du Jura et est géré par Edeis depuis le 1er janvier 2020, pour une durée de 8 ans.
L'aéroport est accessible par l'A39 ou via les Transports du Grand Dole.

## Liaisons

### L'escale postale
L'escale postale a été mise en place le 1er février 1993 pour accélérer le délai d'acheminement du courrier en Bourgogne et Franche-Comté, et a cessé son activité le 31 décembre 2013. Les vols étaient assurés 5 jours sur 7 de nuit, par Europe Airpost, entre Dole-Jura et Roissy-Charles de Gaulle. L'avion décollait de Dole-Jura peu après 23 heures, à destination de Roissy. Il revenait peu avant 3 heures à Dole-Jura. Le fret postal constituait une part importante de l'activité de l'aéroport avec 1 240 tonnes de courrier transportées en 2010.

### Compagnies aériennes et destinations

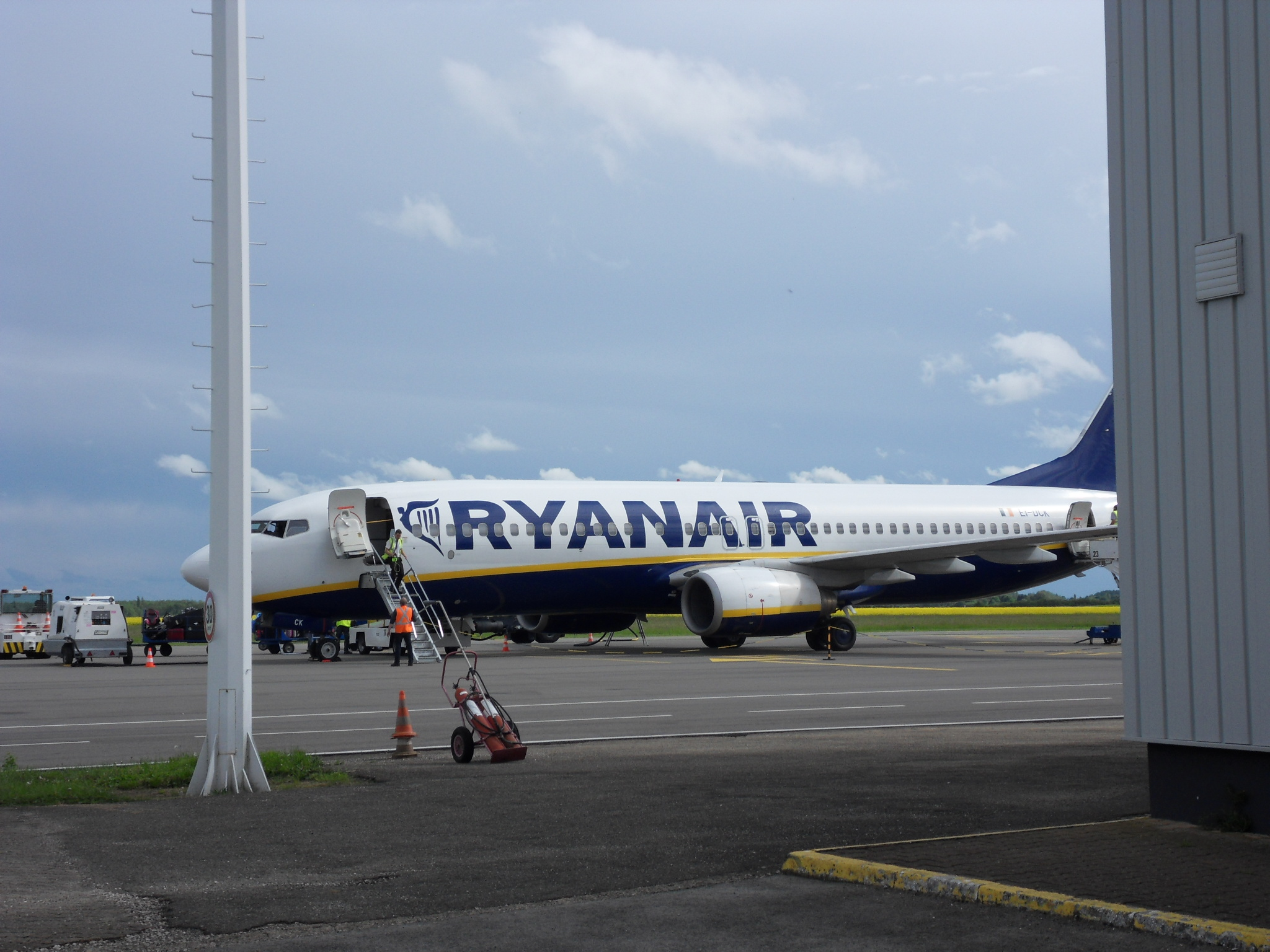
Un Boeing 737 NG de Ryanair à l'aéroport de Dole-Jura.

| Compagnies  | Destinations                                      |
| ----------- | ------------------------------------------------- |
| Air Corsica | En saison : Bastia-Poretta                        |
| Ryanair     | Fès-Saïss, Marrakech-Ménara, Porto-F. Sá-Carneiro |

Actualisé le 19/05/2024

## Caractéristiques techniques
La piste est longue de 2 230 m et large de 45 m ; elle est équipée d'un balisage haute intensité ainsi que d'un ILS de catégorie 1 en piste 05.
Elle peut accueillir tous types d'appareils jusqu'au Boeing 757 sans restrictions.
Le Convair Coronado de la Spantax a aussi jadis assuré des vols charters avec l'Espagne.[pertinence contestée]
L'approche GNSS/RNAV est également possible pour ce QFU.

## Statistiques
L'aéroport a connu une évolution marquée de son trafic passagers au fil des ans. Après un pic en 2015 avec 137 181 passagers, le trafic a fluctué, notamment avec une baisse en 2016 et une chute drastique en 2020 en raison de la pandémie de Covid-19, où il n'a accueilli que 38 331 passagers. Cependant, une reprise s'est amorcée dès 2021, atteignant 100 401 passagers en 2022, et culminant à 125 141 passagers en 2023.
Le tableau ci-dessous récapitule l'évolution du trafic passagers et fret avionné de ces dernières années.
| Année | Évolution du trafic passagers [passagers] | Évolution du trafic passagers [passagers] | Évolution du trafic fret avioné [tonnes] | Évolution du trafic fret avioné [tonnes] |
| Année | Total                                     | Évolution                                 | Total                                    | Évolution                                |
| ----- | ----------------------------------------- | ----------------------------------------- | ---------------------------------------- | ---------------------------------------- |
| 2024  | 102 354                                   | ▼ −18,21 %                                | 0                                        | 0 %                                      |
| 2023  | 125 141                                   | + 24,6 %                                  | 0                                        | 0 %                                      |
| 2022  | 100 401                                   | + 76,5 %                                  | 0                                        | 0 %                                      |
| 2021  | 56 887                                    | + 48,4 %                                  | 0                                        | 0 %                                      |
| 2020  | 38 331                                    | - 65,5 %                                  | 0                                        | 0 %                                      |
| 2019  | 111 161                                   | + 3,4 %                                   | 0                                        | 0 %                                      |
| 2018  | 107 459                                   | + 0,4 %                                   | 0                                        | 0 %                                      |
| 2017  | 107 046                                   | + 2,2 %                                   | 0                                        | 0 %                                      |
| 2016  | 104 732                                   | - 23,6 %                                  | 0                                        | - 100 %                                  |
| 2015  | 137 181                                   | + 18,5 %                                  | 1                                        | en augmentation                          |
| 2014  | 115 731                                   | + 44,6 %                                  | 0                                        | - 100 %                                  |
| 2013  | 80 028                                    | + 132,2 %                                 | 1                                        | + 0 %                                    |
| 2012  | 34 459                                    | + 952,2 %                                 | 1                                        | - 91,7 %                                 |
| 2011  | 3 275                                     | - 37,5 %                                  | 12                                       | - 40 %                                   |
| 2010  | 5 239                                     | + 99 %                                    | 20                                       | + 1 900 %                                |
| 2009  | 2 633                                     | - 6,3 %                                   | 1                                        | 0 %                                      |
| 2008  | 2 811                                     | - 15 %                                    | 1                                        | - 66,7 %                                 |
| 2007  | 3 306                                     | - 19,8 %                                  | 3                                        | - 62,5 %                                 |
| 2006  | 4 123                                     | + 11 %                                    | 8                                        | + 700 %                                  |
| 2005  | 3 715                                     | - 14,4 %                                  | 1                                        | en augmentation                          |
| 2004  | 4 339                                     | + 0,7 %                                   | 0                                        | - 100 %                                  |
| 2003  | 4 310                                     | + 48,7                                    | 1                                        | - 90,9 %                                 |
| 2002  | 2 899                                     | - 15,9 %                                  | 11                                       | - 42,1 %                                 |
| 2001  | 3 446                                     | - 30,1 %                                  | 19                                       | + 35,7 %                                 |
| 2000  | 4 933                                     | + 80,8 %                                  | 14                                       | + 250 %                                  |
| 1999  | 2 728                                     | - 33 %                                    | 4                                        | + 33,3 %                                 |
| 1998  | 4 074                                     | - 43,7 %                                  | 3                                        | - 57,1 %                                 |
| 1997  | 7 235                                     | -                                         | 7                                        | -                                        |

## Projets
Le conseil général du Jura, Keolis et la Chambre de Commerce et d'Industrie du Jura ont mis au point le programme « Nouvel envol » pour l'aéroport de Dole-Jura. Le projet vise la construction d’une nouvelle aérogare « départ passagers » sur la commune de Tavaux, qui permettra le passage de 200 000 passagers annuels. Le terminal existant sera requalifié pour l’aviation d’affaires générale avec des espaces de conférence et de réception.
Ce projet est rejeté par le Conseil régional de Franche-Comté, le Conseil général du Doubs et de Haute-Saône, certains responsables politiques jurassiens et des associations ; parmi ces opposants certains donnent la priorité au TGV ou estiment que l'aéroport doit conserver un rôle principal d'aviation d'affaires tandis que d'aucuns réclament la fermeture de l'aéroport, compte-tenu des coûts d'exploitation.
Marie-Guite Dufay annonce le 18 septembre 2018 que la région est en train de travailler sur un accord avec le département du Jura pour assurer la pérennité de l'aéroport de Dole. "La région va rentrer dans la gouvernance de l'aéroport", assure la présidente. La région propose que des synergies soient trouvées entre l'aéroport de Dole-Jura et l'aéroport Dijon-Bourgogne, par une exploitation puis une gouvernance communes dans un même syndicat mixe. Un accord sera trouvé d'ici 2020 ,.

### Site Innovia-Aéroport
À 15 minutes de vol de Genève, l’aéroport de Dole-Jura est capable de profiter de la saturation de stockage des avions d’affaires à Genève - Cointrin, pour développer une activité de maintenance (projet en cours de finalisation[Quand ?]). Le site de Tavaux et Gevry pourrait aussi favoriser le développement d’un tourisme de niche autour de l’aéronautique. Un hôtel d’affaires pourrait répondre à la demande de séjour éventuelle.

## Débats
L'État a décidé du transfert de l'aéroport de Dole-Tavaux en 2006.
Examiné en juin de la même année par le conseil régional de Franche-Comté, ce transfert a été refusé par la majorité socialiste du conseil régional.
Quelques mois plus tard, la reprise de l'aéroport a été mise à l'ordre du jour d'une session extraordinaire du conseil départemental du Jura le 28 décembre 2006. Le Président, Gérard Bailly, s'appuyant sur une note de la Direction régionale de l’Équipement, arguant que « l’aérodrome de Dole-Tavaux est une infrastructure de grande qualité, bien équipée et située à la croisée des deux autoroutes sur un site non urbanisé et peu contraint[source secondaire souhaitée]. Il est avec Metz-Nancy-Lorraine, le seul aérodrome du Grand-est à être ouvert en continu 24 heures sur 24. [...] Nous avons le devoir de sauver cet aéroport, a-t-il lancé. Il est nécessaire au développement du Jura et de la zone Innovia. ».
Le principe du transfert a été voté à l'unanimité, moins une abstention (celle du conseiller départemental et régional PS, Denis Vuillermoz).
Le conseil départemental du Jura est devenu propriétaire de l'aéroport de Dole-Tavaux le 1er janvier 2007.

### Financement
Le financement de l'aéroport dépend à 75 % de subventions et est l'objet de discussions entre le conseil départemental du Jura et le conseil régional de Franche-Comté, puis de Bourgogne-Franche-Comté.
La convention de délégation de service public (DSP) signée en 2010 prévoyait des dépenses globales de 5 millions d'euros sur 10 ans.
L'analyse des dépenses effectives fin 2019 fait état de dépenses 3 fois supérieures, au-delà de 28 millions d'euros.
En 2020, la région Bourgogne-Franche-Comté et le département du Jura étaient parvenus à un accord portant sur une prise en charge par la région de 50 % du coût de l’infrastructure et des investissements de l’aéroport, « hors exploitation », pour ne pas cautionner les activités low cost. EELV Bourgogne Franche-Comté a réclamé l'arrêt des subventions pour l'aéroport, jugeant que la crise du Coronavirus oblige à repenser les priorités, estimant qu'il s'agit d'une « gabegie financière, écologique et sociale » et qu'il serait « plus opportun de réaffecter ces subventions à l’amélioration des lignes ferroviaires... ». France Nature Environnement a également appelé quelques semaines plus tard au retrait de toutes subventions à l'aéroport. La subvention régionale négociée dans l'accord se serait élevée à 484 000 euros pour l’équipement et 245 000 euros pour les investissements en 2020. Mais cet accord n'a pas été ratifié par les élus de la majorité en commission permanente.

## Cinéma
En 2017, l'aéroport accueille le tournage de Belle et Sébastien 3.